# Bernie Casey
Pour les articles homonymes, voir Casey.
Bernard Terry Casey, dit Bernie Casey, est un acteur et poète américain, né le 8 juin 1939 dans le comté de Wyoming (Virginie-Occidentale) et mort le 19 septembre 2017 à Los Angeles. Il joue également au football américain de manière professionnelle.

## Filmographie

### Cinéma
- 1969 : Les Colts des sept mercenaires (Guns of the Magnificent Seven) de Paul Wendkos : Cassie
- 1970 : ...tick... tick... tick... : George Harley
- 1971 : Black Chariot
- 1972 : Bertha Boxcar (Boxcar Bertha) : Von Morton
- 1972 : Gunn la gâchette (Black Gunn) : Seth
- 1972 : Hitman le créole de Harlem (Hit Man) : Tyrone Tackett
- 1973 : Dynamite Jones (Cleopatra Jones) : Reuben
- 1973 : Maurie : Maurice Stokes
- 1975 : Cornbread, Earl and Me : Officer Larry Atkins
- 1976 : Dr. Black, Mr. Hyde (en) de William Crain (en) : Dr. Henry Pride
- 1976 : L'Homme qui venait d'ailleurs (The Man Who Fell to Earth) : Peters
- 1977 : Les Chaines (Brothers) : David Thomas
- 1981 : L'Anti-gang (Sharky's Machine) : Arch
- 1983 : Jamais plus jamais (Never Say Never Again) : Felix Leiter
- 1984 : Les Tronches (Revenge of the Nerds) : U.N. Jefferson
- 1985 : Drôles d'espions (Spies Like Us) : Colonel Rhumbus
- 1987 : Backfire : Clinton James
- 1987 : Steele Justice : Reese
- 1987 : Cheeseburger film sandwich (Amazon Women on the Moon) : Maj. Gen. Hadley (segment The Unknown Soldier)
- 1987 : Assistance à femme en danger (Rent-a-Cop) : Lemar
- 1988 : I'm Gonna Git You Sucka (en) de Keenen Ivory Wayans : John Slade
- 1989 : L'Excellente Aventure de Bill et Ted (Bill & Ted's Excellent Adventure) : Mr. Ryan
- 1990 : 48 Heures de plus (Another 48 Hrs.) : Kirkland Smith
- 1992 : Piège en haute mer (Under Siege) : Cmdr. Harris
- 1993 : Les Veuves joyeuses (The Cemetery Club) : John
- 1993 : Street Knight : Raymond
- 1994 : L'Insigne de la honte (The Glass Shield) : Locket
- 1995 : Once Upon a Time... When We Were Colored : Mr. Walter
- 1995 : L'Antre de la folie (In the Mouth of Madness) : Robinson
- 1997 : The Dinner : Good Brother
- 2001 : Tomcats de Gregory Poirier : Officer Hurley
- 2002 : On the Edge : Rex Stevens
- 2003 : Vegas Vampires
- 2006 : When I Find the Ocean : Amos Jackson

### Télévision
- 1971 : Brian's Song (TV) : J.C. Caroline
- 1972 : Gargoyles (TV) : The Gargoyle
- 1972 : Les Rues de San Francisco (TV) - Saison 1, épisode 8 (Timelock) : Pritchard
- 1974 : Panic on the 5:22 (TV) : Wendell Weaver
- 1977 : Mary Jane Harper Cried Last Night (TV) : Dave Williams
- 1977 : It Happened at Lakewood Manor (TV) : Vince
- 1978 : Ring of Passion (TV) : Joe Louis
- 1978 : Love Is Not Enough (TV) : Mike Harris
- 1979 : Racines 2 : Les Nouvelles Générations (Roots: The Next Generations) (feuilleton TV) : Bubba Haywood
- 1979 : Harris and Company (série télévisée) : Mike Harris
- 1980 : The Martian Chronicles (feuilleton TV) : Maj. Jeff Spender
- 1981 : The Sophisticated Gents (TV) : Shurley Walker
- 1982 : A House Divided: Denmark Vessey's Rebellion (TV)
- 1982 : Bill Dragon se venge (Hear No Evil) (TV) : Monday
- 1983 : Bay City Blues (série télévisée) : Ozzie Peoples
- 1984 : The Fantastic World of D.C. Collins (TV) : J.T. Collins
- 1987 : First Offender (TV) : Charlie
- 1989 : Mother's Day (TV) : Cale Sturgis
- 1990 : Hammer, Slammer, & Slade (TV) : Slade
- 1991 : Réclusion à mort (Chains of Gold) (TV) : Sergeant Falco
- 1992 : Les Tronches 3 (Revenge of the Nerds III: The Next Generation) (TV) : U.N. Jefferson
- 1994 : Les Tronches 4 (Revenge of the Nerds IV: Nerds in Love) (TV) : U. N. Jefferson
- 1994 : Star Trek Deep Space Nine (TV) : Lieutenant-Commandeur Calvin "Cal" Hudson (Saison 2, épisode 20 "Le maquis 1er partie")
- 1999 : L'Affaire Noah Dearborn (The Simple Life of Noah Dearborn) (TV) : Silas
- 2001 : The Last Brickmaker in America (TV) : Lewis